# Mana Hosseini
Mana Hosseini (persisch مانا حسینی; * 12. Februar 2005) ist eine iranische Leichtathletin, die sich auf den Speerwurf spezialisiert hat.

## Sportliche Laufbahn
Erste internationale Erfahrungen sammelte Mana Hosseini im Jahr 2022, als sie bei den U18-Asienmeisterschaten in Kuwait mit einer Weite von 47,71 m den vierten Platz belegte. Im Jahr darauf belegte sie bei den U20-Asienmeisterschaften in Yecheon mit 47,35 m den vierten Platz und 2024 wurde sie bei den U20-Asienmeisterschaften in Dubai mit 46,19 m Siebte.
2023 wurde Hosseini iranische Meisterin im Speerwurf.